# Space Shuttle Atlantis
Lo Space Shuttle Atlantis (designazione NASA OV-104) è uno dei cinque Space Shuttle costruiti dalla NASA (senza considerare il prototipo Enterprise). È stato il quarto in ordine di costruzione e, dal disastro dello Space Shuttle Columbia, è uno dei tre Shuttle rimasti.
L'Atlantis venne chiamato così in onore della prima nave statunitense di ricerca oceanografica, un veliero a due alberi utilizzato dal Woods Hole Oceanographic Institution dal 1930 al 1966.
Come quarto Shuttle in ordine di costruzione, l'Atlantis beneficiò dell'esperienza maturata dalla costruzione dei suoi tre predecessori. Alla sua prima uscita la sua massa era di 3 tonnellate in meno rispetto al primo Shuttle operativo, il Columbia, e richiese circa la metà del tempo per essere costruito.
L'Atlantis compì il suo primo volo nell'ottobre del 1985, conducendo attività a scopo militare. Nel 1989 l'Atlantis portò in orbita due sonde planetarie, la sonda Magellano e la sonda Galileo, e nel 1991 trasportò il Compton Gamma Ray Observatory.Dal 1995, l'Atlantis compì sette viaggi verso la stazione spaziale russa Mir. Nel secondo di questi viaggi trasportò un modulo d'aggancio che permise nei voli successivi uno scambio di astronauti.
Dal novembre 1997 al luglio 1999, l'Atlantis venne sottoposto a delle operazioni di revisione, con circa 165 modifiche effettuate sulla navicella. Ha compiuto nove voli da allora, tutti diretti all'assemblaggio della Stazione spaziale internazionale.
Inizialmente il ritiro era previsto per il 2008, ma in seguito la NASA decise di rimandarlo, pianificando tre missioni: la STS-125, dedicata alla manutenzione del telescopio spaziale Hubble, la missione STS-129 e la missione STS-132, dedicate all'assemblaggio della Stazione Spaziale Internazionale.
Il 20 agosto 2010 venne deciso di estendere ulteriormente la sua vita operativa programmando la missione STS-135 con lancio previsto per il 28 giugno 2011. Il lancio è poi avvenuto l'8 luglio 2011, e si è concluso regolarmente il 21 luglio, data del definitivo ritiro del velivolo.
Dopo la chiusura del programma Space Shuttle e quindi il ritiro degli orbiter dal servizio attivo, Atlantis è stato destinato al John F. Kennedy Space Center in Florida, dove è sistemato con il vano cargo aperto e il Canadarm esteso, come se fosse ancora orbitante intorno alla terra.

## Voli
Alla fine della missione STS-135, lo Space Shuttle Atlantis ha effettuato 33 voli, rimanendo per oltre 306 giorni nello spazio, completando 4.848 orbite e percorrendo in totale 202.673.974 chilometri.
| Data              | Designazione | Note |
| ----------------- | ------------ | --- |
| 3 ottobre 1985    | STS-51-J     | Missione svolta per il Dipartimento della Difesa Statunitense |
| 26 novembre 1985  | STS-61-B     | Dispiegamento di 3 satelliti per le telecomunicazioni MORELOS-B, AUSSAT-2 and SATCOM KU-2. |
| 2 dicembre 1988   | STS-27       | Missione svolta per il Dipartimento della Difesa Statunitense |
| 4 maggio 1989     | STS-30       | Dispiegamento della sonda Magellano |
| 18 ottobre 1989   | STS-34       | Dispiegamento della sonda Galileo |
| 28 febbraio 1990  | STS-36       | Missione svolta per il Dipartimento della Difesa statunitense |
| 15 novembre 1990  | STS-38       | Missione svolta per il Dipartimento della Difesa statunitense |
| 5 aprile 1991     | STS-37       | Dispiegamento del Compton Gamma Ray Observatory |
| 2 agosto 1991     | STS-43       | Dispiegamento TDRS-5 |
| 24 novembre 1991  | STS-44       | Missione svolta per il Dipartimento della Difesa statunitense |
| 24 marzo 1992     | STS-45       | Trasporto del Atmospheric Laboratory for Applications and Science (ATLAS) mission 1 |

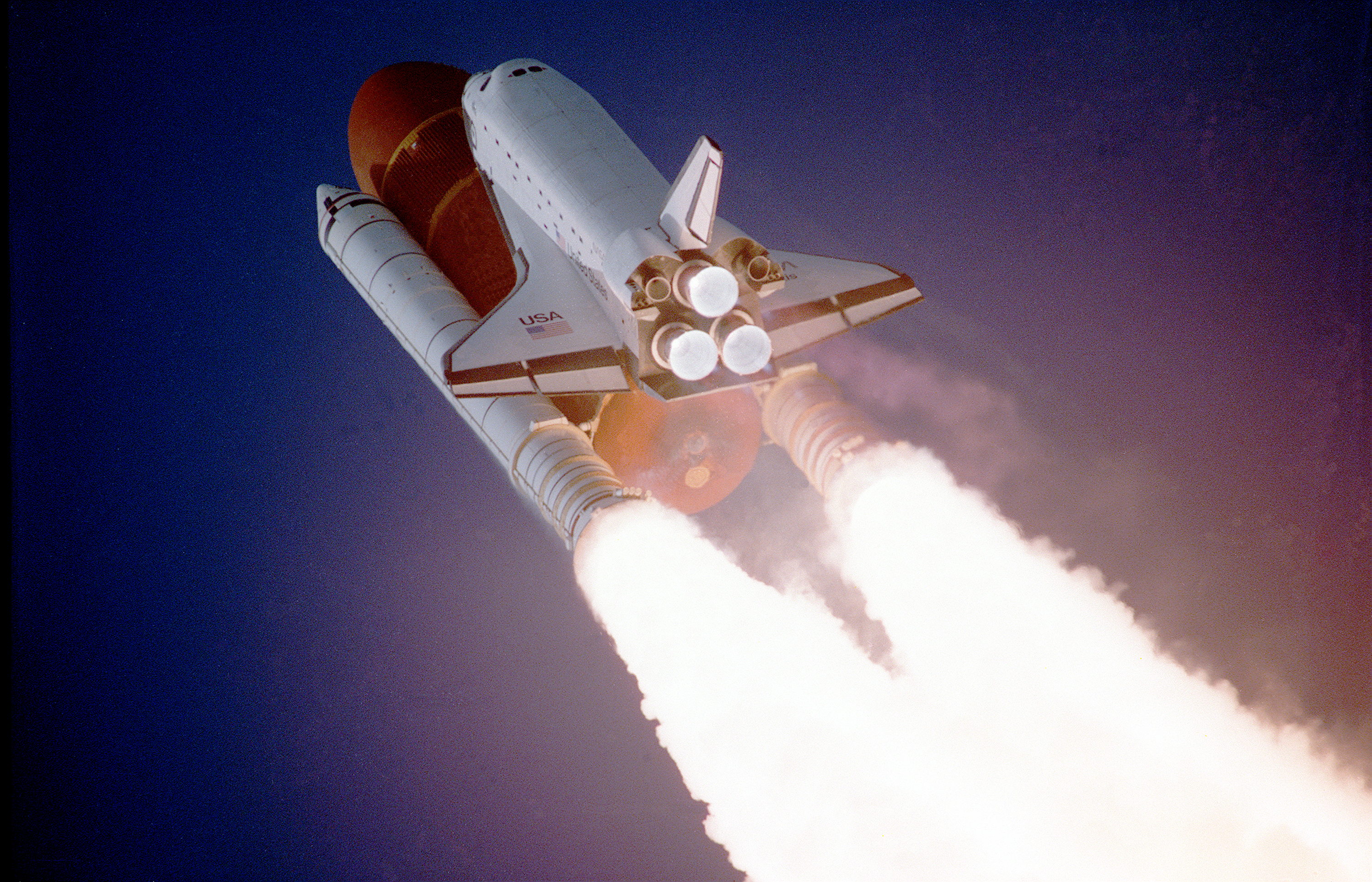
Partenza dell'Atlantis durante la missione STS-27

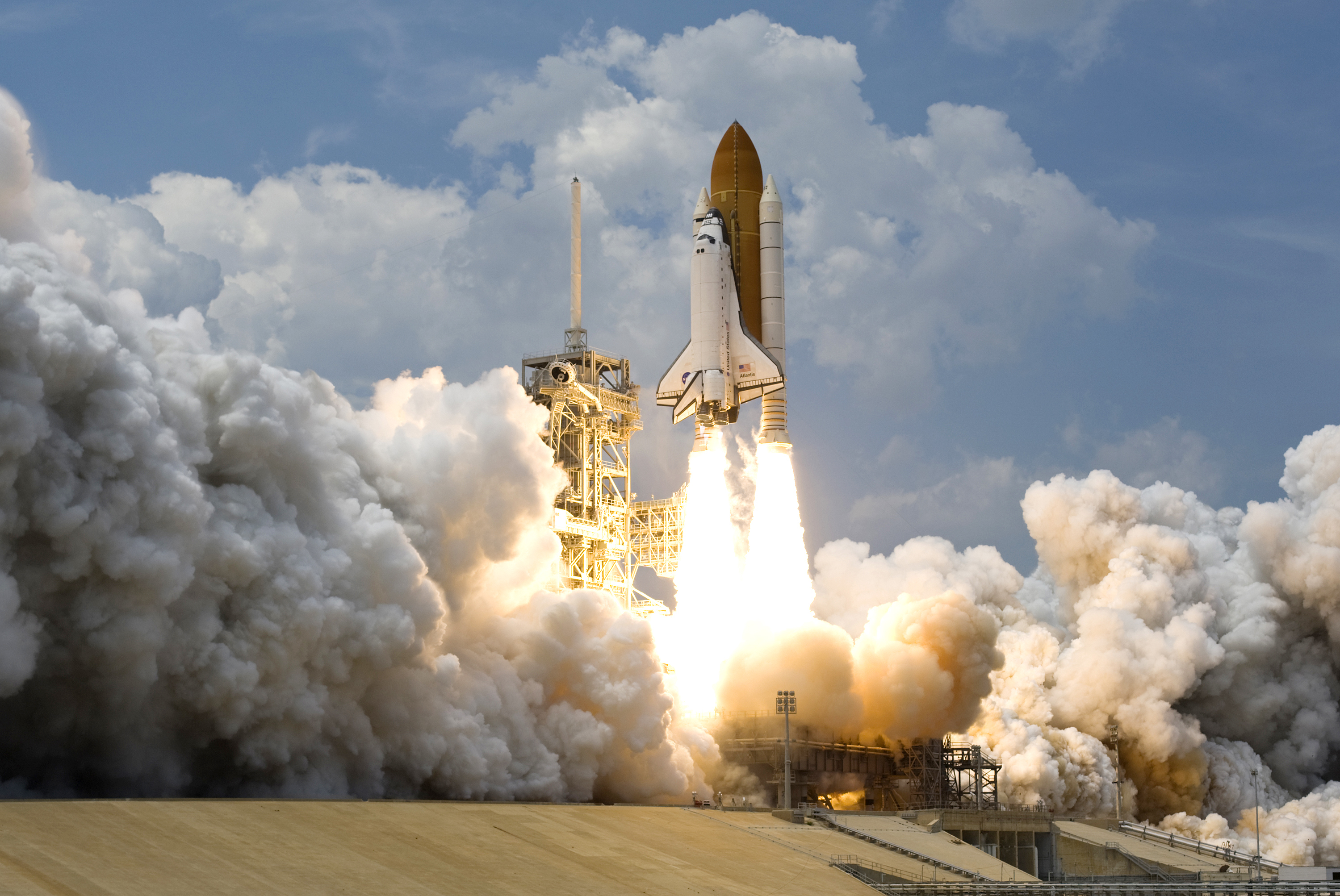
L'Atlantis in decollo dalla rampa di lancio 39A del John F. Kennedy Space Center in Florida

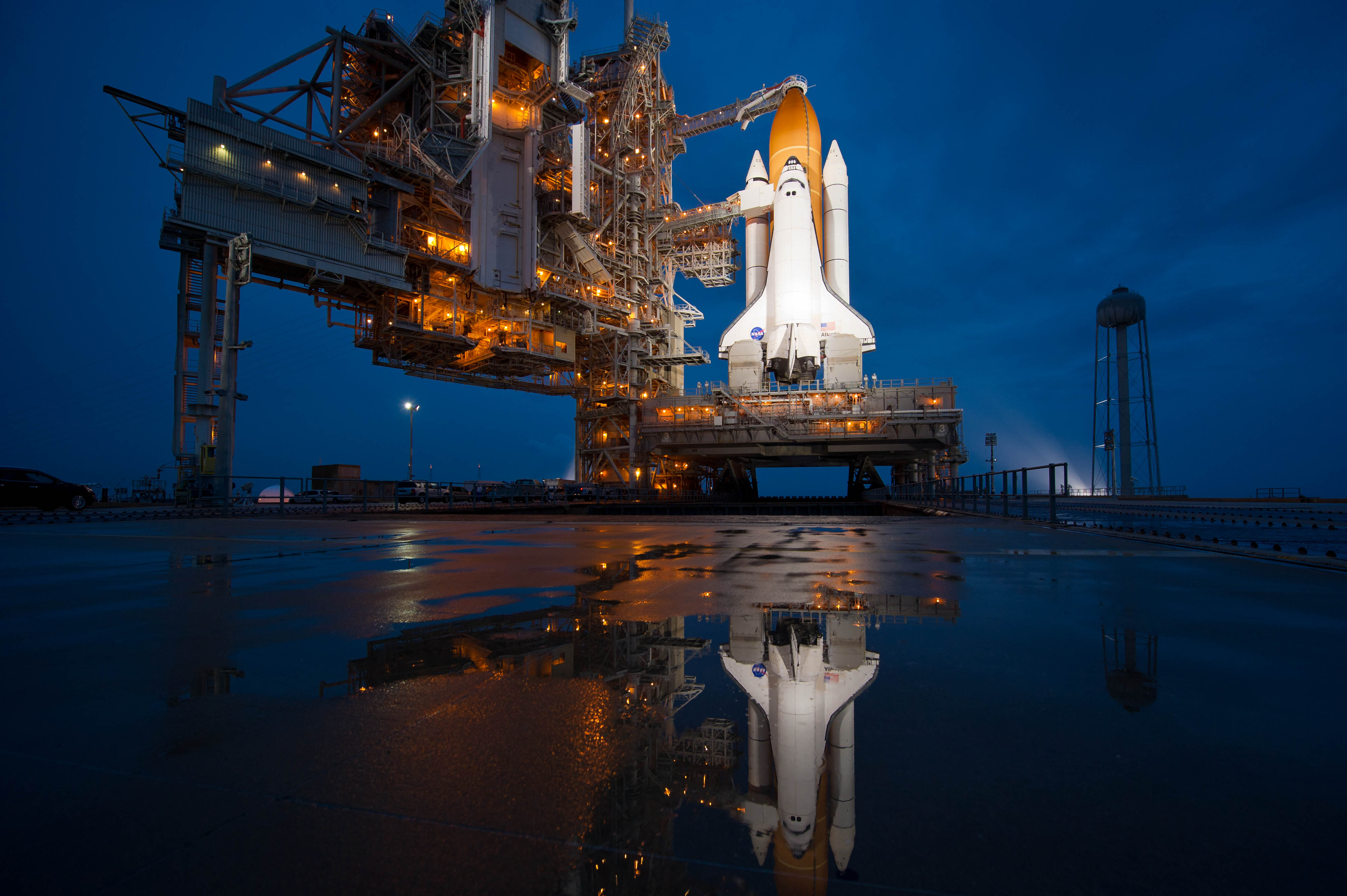
L'Atlantis poco dopo che la struttura mobile è stata ritirata dalla base di lancio 39a. Giovedì 7 luglio 2011 Kennedy Space Center, Cape Canaveral, Florida.

| 31 luglio 1992    | STS-46       | Dispiegamento del ESA European Retrievable Carrier e del NASA Tethered Satellite System. L'astronauta Franco Malerba diventa con questa missione il primo italiano nello spazio.                                   |
| 3 novembre 1994   | STS-66       | Trasporto ATLAS mission 3 |
| 27 giugno 1995    | STS-71       | Primo attracco orbitale con la stazione spaziale Mir |
| 12 novembre 1995  | STS-74       | Attracco orbitale con la stazione spaziale Mir |
| 22 marzo 1996     | STS-76       | Incontro con la Mir, incluso trasferimento del membro dell'equipaggio Shannon Lucid |
| 16 settembre 1996 | STS-79       | Incontro con la Mir, incluso trasferimento dei membri dell'equipaggio Shannon Lucid e John Blaha |
| 12 gennaio 1997   | STS-81       | Incontro con la Mir, incluso trasferimento dei membri dell'equipaggio John Blaha e Jerry Linenger |
| 15 maggio 1997    | STS-84       | Incontro con la Mir, incluso trasferimento dei membri dell'equipaggio Jerry Linenger e Michael Foale |
| 25 settembre 1997 | STS-86       | Incontro con la Mir, incluso trasferimento dei membri dell'equipaggio Michael Foale e David A. Wolf |
| 19 maggio 2000    | STS-101      | Assemblaggio della Stazione spaziale internazionale |
| 8 settembre 2000  | STS-106      | Assemblaggio della Stazione Spaziale Internazionale |
| 7 febbraio 2001   | STS-98       | Assemblaggio della Stazione Spaziale Internazionale |
| 12 giugno 2001    | STS-104      | Assemblaggio della Stazione Spaziale Internazionale |
| 8 aprile 2002     | STS-110      | Assemblaggio della Stazione Spaziale Internazionale |
| 7 ottobre 2002    | STS-112      | Assemblaggio della Stazione Spaziale Internazionale |
| 9 settembre 2006  | STS-115      | Assemblaggio della Stazione Spaziale Internazionale |
| 8 giugno 2007     | STS-117      | Assemblaggio della Stazione Spaziale Internazionale |
| 7 febbraio 2008   | STS-122      | Assemblaggio della Stazione Spaziale Internazionale |
| 11 maggio 2009    | STS-125      | Manutenzione del telescopio spaziale Hubble |
| 16 novembre 2009  | STS-129      | Trasporto di due Express Logistics Carrier. Rientro di un membro dell'equipaggio della ISS. |
| 14 maggio 2010    | STS-132      | Trasporta un mini-modulo russo MRM-1 battezzato Rassvet da unire al modulo Zarya della ISS. |
| 8 luglio 2011     | STS-135      | Trasporta un Multi-Purpose Logistics Module e un Lightweight Multi-Purpose Carrier. Questo lancio non sarebbe stato effettuato solo se la missione STS-134 avesse avuto bisogno della missione di recupero STS-334 |

## Stemmi delle missioni
| Stemmi delle missioni dell'Atlantis | Stemmi delle missioni dell'Atlantis | Stemmi delle missioni dell'Atlantis | Stemmi delle missioni dell'Atlantis | Stemmi delle missioni dell'Atlantis | Stemmi delle missioni dell'Atlantis | Stemmi delle missioni dell'Atlantis |
| ----------------------------------- | ----------------------------------- | ----------------------------------- | ----------------------------------- | ----------------------------------- | ----------------------------------- | ----------------------------------- |
|                                     |                                     |                                     |                                     |                                     |                                     |                                     |
| STS 51-J                            | STS 61-B                            | STS 27                              | STS 30                              | STS 34                              | STS 36                              | STS 38                              |
|                                     |                                     |                                     |                                     |                                     |                                     |                                     |
| STS 37                              | STS 43                              | STS 44                              | STS 45                              | STS 46                              | STS 66                              | STS 71                              |
|                                     |                                     |                                     |                                     |                                     |                                     |                                     |
| STS 74                              | STS 76                              | STS 79                              | STS 81                              | STS 84                              | STS 86                              | STS 98                              |
|                                     |                                     |                                     |                                     |                                     |                                     |                                     |
| STS 101                             | STS 104                             | STS 106                             | STS 110                             | STS 112                             | STS 115                             | STS 117                             |
|                                     |                                     |                                     |                                     |                                     |                                     |                                     |
| STS 122                             | STS 125                             | STS 129                             | STS 132                             | STS 135                             |                                     |                                     |

## L'Atlantis nella finzione
- Nel film di fantascienza Deep Impact i protagonisti utilizzano lo Shuttle Atlantis per raggiungere l'astronave Messiah
- Nel film di fantascienza Armageddon - Giudizio finale lo Shuttle Atlantis esplode nello spazio a causa dello sciame meteorico che colpisce la Terra all'inizio del film.
- Nel videogioco Treasures of the Deep lo Shuttle Atlantis è caduto in un fondale della Fossa delle Marianne.